# 壽峠
壽峠，常作壽𡶛、壽卡，台灣旅遊景點，海拔460公尺，是南迴公路最高點，位於台9戊線11.9公里處，因地處中央山脈尾稜一處山口，分屬屏東縣獅子鄉與臺東縣達仁鄉所轄。近年來，因單車活動盛行，現在已發展成提供休憩的景點。
日治時期，興建一條楓港台東道，即南迴公路的前身，途經一處山口是該線最高點，日人稱（日语： Kotobukitōge），至今仍沿用之。在壽峠，原本有棟檢查哨，就位於台9戊線與縣道199線之交叉口。1997年10月15日，國防部與內政部公告解除山地管制之後，使得檢查哨遭到廢棄閒置。隨著台灣發展起休閒活動，其中騎單車的愛好者會挑戰南迴公路，因一路爬坡到壽峠則有21公里長之路段，使單車族會選擇爬坡最高點壽峠休息，這棟檢查哨因而發展成「鐵馬驛站」。再者，壽峠位處台9戊線、縣道縣道199線交會，東西間可通屏東、台東兩縣，也為台灣本島之東部與西部間來往要塞；往南則通往恆春半島，也可通往東源溼地、旭海、墾丁等景點。

## 周邊景點
- 佳樂水
- 南仁湖
- 牡丹水庫
- 東源溼地
- 旭海草原
- 阿塱壹古道
- 石門古戰場
- 四重溪溫泉
- 九棚大沙漠（港仔大沙漠）
- 墾丁國家公園
- 雙流國家森林遊樂區